# Polina Gurýewa
Polina Gurýewa (russisch Полина Александровна Гурьева Polina Alexandrowna Gurjewa; * 5. Oktober 1999 in Aşgabat, Turkmenistan) ist eine turkmenische Gewichtheberin. Bei den Olympischen Sommerspielen 2020 belegte sie den zweiten Platz in der Klasse bis 59 Kilogramm und gewann damit die erste olympische Medaille in der Sportgeschichte des unabhängigen Staates Turkmenistan.

## Karriere
Gurýewa wurde 1999 als Kind russischstämmiger Eltern in der turkmenischen Hauptstadt Aşgabat geboren. In ihrer Kindheit widmete sie sich dem Turnen, ehe sie im Jahr 2011 mit dem Gewichtheben begann. Nach ihrem Schulabschluss nahm Gurýewa ein Studium der Sportwissenschaft am Turkmenischen Staatsinstitut für Sport in Aşgabat auf, wo sie gleichzeitig auch trainiert.
Im Jahr 2018 nahm Gurýewa im Alter von 18 Jahren an der Junioren-Weltmeisterschaft in Taschkent teil und belegte dort in der Gewichtsklasse bis 63 kg im Zweikampf aus Stoßen und Reißen den sechsten Rang. Bei der darauffolgenden Austragung der Junioren-Weltmeisterschaft im Jahr 2019 in Suva wurde Gurýewa in der Gewichtsklasse bis 64 kg Vierte. Ebenfalls im Jahr 2019 qualifizierte sich die turkmenische Athletin für den Finalwettkampf der Asienmeisterschaft im chinesischen Ningbo, wo sie mit einem Gesamtergebnis von 211 kg Rang acht belegte. Im September 2019 nahm Gurýewa an den Weltmeisterschaften im Gewichtheben 2019 im thailändischen Pattaya teil. Mit einer Gesamtleistung von 198 kg konnte sie dort nicht an ihre Leistung bei der Asienmeisterschaft im April anknüpfen und belegte Rang 28.
Vor der Saison 2021 wechselte Gurýewa die Gewichtsklasse und tritt seitdem im Leichtgewicht bis 59 kg an. Bei der Asienmeisterschaft 2020, die aufgrund der COVID-19-Pandemie im April 2021 ausgetragen wurde, wurde sie mit einem Ergebnis von 211 kg Vierte.
Bei den Olympischen Sommerspielen war Gurýewa Teil der neunköpfigen turkmenischen Mannschaft und trat dabei erneut in der Gewichtsklasse bis 59 kg an. Im Finalwettkampf am 27. Juli 2021 gelangen Gurýewa im Reißen gültige Versuche von 93 kg und 96 kg, wodurch sie nach der ersten Teildisziplin hinter Kuo Hsing-chun aus Taiwan und der Französin Dora Tchakounté auf Rang drei lag. Im Stoßen erzielte die Turkmenin ein Ergebnis von 121 kg und damit die zweitbeste Leistung im Teilnehmerfeld. In der Gesamtabrechnung belegte Gurýewa mit einer persönlichen Bestleistung von 217 kg Rang zwei hinter der Olympiasiegerin Kuo Hsing-chun und gewann damit die Silbermedaille. Gurýewa sorgte damit für die erste Medaille einer turkmenischen Athletin seit der Unabhängigkeit der ehemaligen Sowjetrepublik im Jahr 1991.

## Wahrnehmung in Turkmenistan
Die Reaktionen auf den historischen Erfolg Gurýewas blieben in ihrer Heimat auffallend gering. Im autoritär regierten Turkmenistan sind sportliche Erfolge regelmäßig Teil staatlicher Inszenierung, diese Vereinnahmung blieb im Fall der ersten turkmenischen Medaillengewinnerin allerdings aus. Unmittelbar nach dem Erfolg der turkmenischen Gewichtheberin berichtete die staatliche Zeitung Neutrales Turkmenistan über den Gewinn der Silbermedaille, in den folgenden Tagen wurde das Thema von staatlichen Medien allerdings nahezu gänzlich ignoriert. In der spärlichen Berichterstattung in den Staatsmedien wurde zudem der Name Gurýewas gemieden und auch Präsident Gurbanguly Berdimuhamedow erwähnte den ersten Medaillengewinn einer turkmenischen Athletin bei Olympischen Spielen nicht. Der Grund für diese Zurückhaltung war turkmenischen Quellen zufolge die Herkunft Gurýewas, da diese als Kind russischstämmiger Eltern nicht dem staatlichen Idealbild erfolgreicher turkmenischer Athleten entspricht.
Mehr als drei Wochen nach dem Gewinn der Silbermedaille wurde Gurýewas Erfolg von staatlicher Seite bei einer Zeremonie in der Hauptstadt Aşgabat schließlich offiziell gewürdigt. Im Auftrag des Präsidenten verlieh dessen Sohn Serdar Berdimuhamedow der Silbermedaillengewinnerin die Auszeichnung Verdienter Meister des turkmenischen Sports sowie als Prämie für ihren Erfolg die Schlüssel zu einer 3-Zimmer-Wohnung in der Hauptstadt, einen SUV und 50.000 US-Dollar. Gurýewa widmete ihren Erfolg bei diesem Anlass dem Präsidenten Turkmenistans und der gesamten Bevölkerung des Landes. Außerdem dankte sie dem Präsidenten für die Förderung des Sports in Turkmenistan.